# Mario Comi
Mario Comi (fl. XX secolo) è stato un calciatore italiano, di ruolo difensore.

## Carriera
Cresciuto nel GS Marelli, passa al Legnano dove gioca 35 partite in Prima Divisione 1924-1925 e Prima Divisione 1925-1926.
Sempre con il Legnano gioca 28 gare nel campionato di Divisione Nazionale 1928-1929.